# Fitna (film)
Fitna – film holenderskiego polityka Geerta Wildersa, przywódcy Partii Wolności (PVV) w holenderskim parlamencie. W filmie przedstawia on swoje poglądy na temat  islamu i Koranu. Tytuł pochodzi od arabskiego słowa fitna oznaczającego „niezgodę i podziały między ludźmi” lub „test wiary w czasie próby”.
Film został opublikowany w Internecie 27 marca 2008 roku.